# Charlie Tahan
Pour les articles homonymes, voir Tahan (homonymie).
Charles "Charlie" Tahan, né le 11 juin 1998 dans le New Jersey, est un acteur américain notamment connu pour son rôle de « Sam St Cloud » dans Le Secret de Charlie. Il a également joué le rôle de « William Woolf » dans le film Un hiver à Central Park, avec Scott Cohen et Natalie Portman et « Ethan » dans Je suis une légende aux côtés de Will Smith.

## Biographie
Il est le frère de l'actrice Daisy Tahan et il a un frère aîné nommé Willie.

## Filmographie

### Cinéma
- 2007 : American Loser : Little Jeff
- 2007 : Je suis une légende : Ethan
- 2007 : Once Upon a Film : Hank
- 2008 : Nos nuits à Rodanthe : Danny Willis
- 2009 : Un hiver à Central Park : William
- 2010 : Dans l'œil du tigre : Tom Taylor
- 2010 : Le Secret de Charlie : Sam St. Cloud
- 2010 : Meskada (en) : Keith Burrows
- 2012 : Frankenweenie : Victor Frankenstein (voix)
- 2013 : Blood Ties : Michael
- 2013 : Blue Jasmine : Young Danny
- 2013 : The Harvest : Andy
- 2014 : Life of Crime : Bo Dawson
- 2014 : Love Is Strange : Joey Hull
- 2016 : Le Teckel : Warren
- 2017 : Super Dark Times : Josh
- 2018 : The Land of Steady Habits
- 2019 : Kingfish
- 2019 : Pom-pom Ladies (en)
- 2022 : The Pale Blue Eye de Scott Cooper
- 2024 : Witchboard de Chuck Russell
- 2024 : Un parfait inconnu (A Complete Unknown) de James Mangold

### Courts-métrages
- 2007 : High Falls
- 2008 : Quality Time
- 2013 : Captain Sparky vs. The Flying Saucers
- 2016 : You Can Go

### Télévision

#### Séries télévisées
- 2008 : Fringe : Ben Stockton
- 2010 : New York, unité spéciale : Calvin Arliss (saison 12, épisodes 7, 8 et 10)
- 2010-2012 : Made in Hollywood (en) : Lui-même
- 2011 : New York, unité spéciale : Calvin Arliss (saison 13, épisode 5)
- 2012 : Blue Bloods : Michael Keenan
- 2015-2016 : Wayward Pines : Ben Burke
- 2015-2017 : Gotham : Jonathan Crane / l'Épouvantail
- 2017 : Ozark : Wyatt Langmore